# Sapphire (escritora)
Ramona Lofton, mais conhecida pelo seu pseudônimo Sapphire (Fort Ord, 4 de agosto de 1950) é uma autora e poetisa performática norte-americana.

## Primeiros anos
Ramona Lofton nasceu em Fort Ord, na Califórnia, é uma dos quatro filhos de um casal de militares que se mudou dentro dos Estados Unidos e no exterior. Após um desentendimento sobre onde a família se estabeleceria, seus pais se separaram, com a mãe de Lofton "meio que os abandonando".
Lofton abandonou o ensino secundário e mudou-se para São Francisco, onde obteve um exame de desenvolvimento de educação (em inglês: GED) e matriculou-se no City College de São Francisco antes de abandonar o curso para se tornar uma "hippie". Em meados da década de 1970, Lofton frequentou o City College de Nova Iorque e obteve um mestrado em belas artes no Brooklyn College. Lofton teve vários empregos antes de iniciar sua carreira de escritora, trabalhando como artista performática e também como professora de leitura e escrita.

## Carreira
Lofton mudou-se para Nova Iorque em 1977 e se envolveu profundamente com poesia. Ela também se tornou membro de uma organização gay chamada United Lesbians of Color for Change Inc. Ela escreveu, apresentou e eventualmente publicou sua poesia durante o auge do movimento Poetry slam em Nova Iorque. Lofton adotou o nome "Sapphire" por causa de sua associação cultural com a imagem de uma "mulher negra beligerante" e também porque ela disse que poderia imaginar esse nome mais facilmente na capa de um livro do que seu nome de nascimento.
Sapphire publicou por conta própria a coleção de poemas Meditations on the Rainbow em 1987. Como Cheryl Clarke observa, o livro de poemas de Sapphire de 1994, American Dreams, é muitas vezes erroneamente chamado de seu primeiro livro. Um crítico referiu-se a ele como "uma das coleções de estreia mais fortes da década de 1990".
Seu primeiro romance, Push, não foi publicado antes de ser descoberto pela agente literária Charlotte Sheedy, cujo interesse criou demanda e acabou levando a uma guerra de lances. Sapphire enviou as primeiras 100 páginas de Push para um leilão de uma editora em 1995 e o maior lance lhe ofereceu 500 mil dólares para terminar o romance. O livro foi publicado em 1996 pela editora Vintage Publishing e desde então vendeu centenas de milhares de cópias. Sapphire observou em uma entrevista com William Powers que "ela notou Push à venda em uma das livrarias da estação Penn Station, e naquele momento ela percebeu que não era mais uma criatura do pequeno mundo de revistas de arte e abrigos para moradores de rua de onde ela veio". O romance rendeu elogios a Sapphire e muita controvérsia por seu relato gráfico de uma jovem mulher crescendo em um ciclo de incesto e abuso.
Um filme baseado em seu romance estreou no Festival de Cinema de Sundance em janeiro de 2009. Foi renomeado Precious para evitar confusão com o filme de ação Push de 2009. O elenco incluiu Gabourey Sidibe, Mo'Nique, que ganhou o Oscar por sua interpretação da mãe de Precious, Mary, Mariah Carey e Lenny Kravitz. A própria Sapphire aparece brevemente no filme como funcionária de uma creche.
Em 2011, ela lançou The Kid, uma sequência de Push sobre o filho de Precious, Abdul. Sapphire admitiu que parte da razão pela qual decidiu continuar a história foi devido ao incentivo e interesse que Push recebeu em conversas acadêmicas.
Os escritos de Sapphire foram tema de um simpósio acadêmico na Universidade do Estado do Arizona em 2007. Em 2009, ela recebeu um prêmio Fellow em Literatura da United States Artists.
Sapphire se concentrou em trazer à tona as partes da vida que não recebem atenção. Em suas palavras:
Um foco principal da minha arte tem sido a minha determinação de reconectar ao mainstream da vida humana um segmento da humanidade que foi descartado e tornado invisível. Trouxe ao olhar público mulheres que foram marginalizadas pelo abuso sexual, pobreza e sua escuridão. Através da arte tenho procurado centralizá-los no mundo.
O trabalho de Sapphire está incluído na antologia de 2019 New Daughters of Africa, editada por Margaret Busby.

## Vida pessoal
Sapphire mora na cidade de Nova Iorque. Ela é bissexual. Assim como sua personagem Preciosa, Safira foi abusada sexualmente aos oito anos de idade por seu pai.

## Obras publicadas

### Romances
- 1996: Push (em inglês)
- 2011: The Kid (em inglês)

### Poesias
- 1987: Meditations on the Rainbow: Poetry (em inglês)
- 1994: American Dreams (em inglês)
- 1999: Black Wings & Blind Angels: Poems (em inglês)[17]